# 团结广场

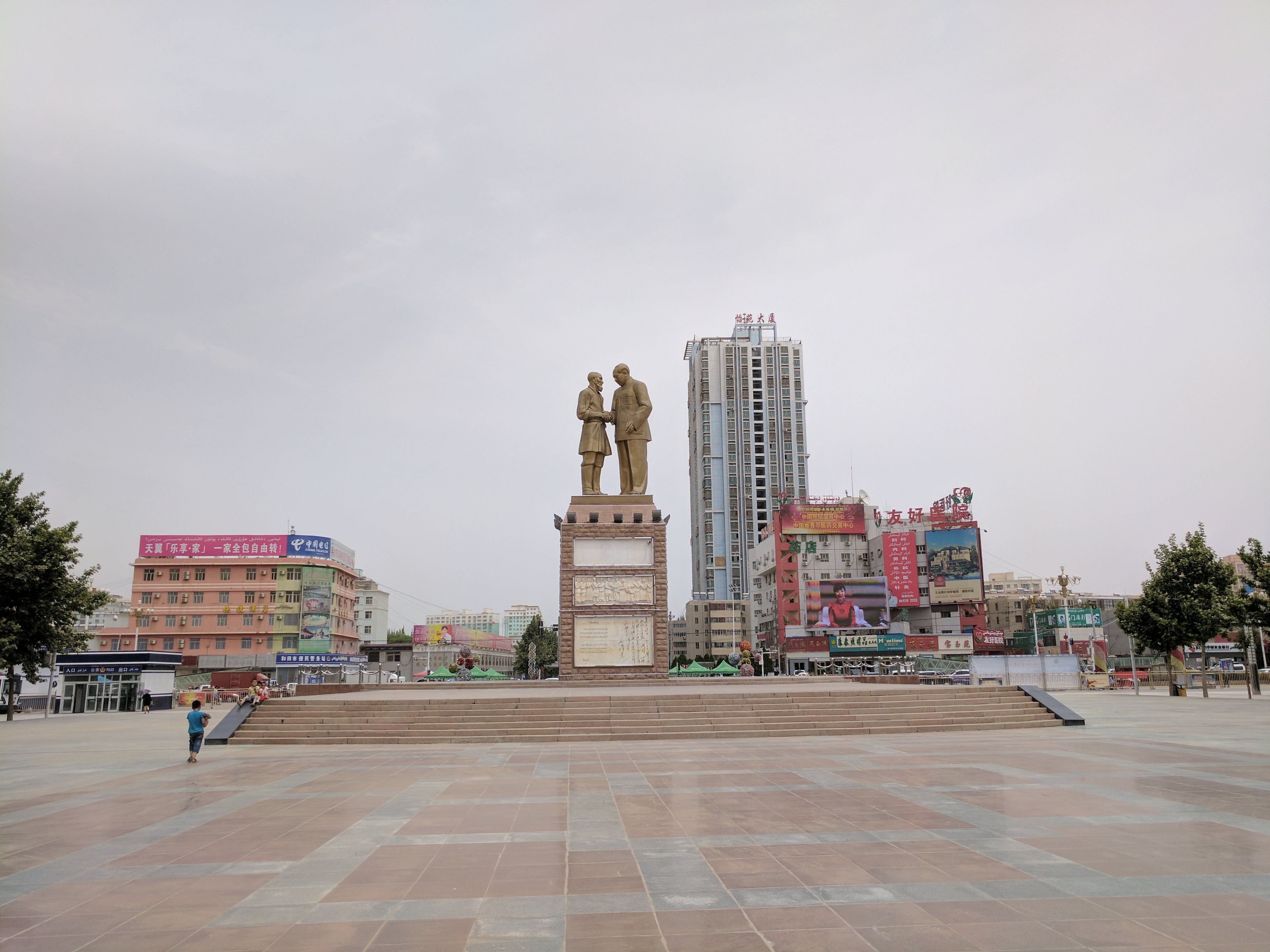
团结广场，中央立有描绘毛泽东接见库尔班大叔场景的塑像。

团结广场是一座位于中国新疆维吾尔自治区和田市中心的广场，名称取“民族团结”之含义。广场坐北朝南，东西200余米，南北250余米。
广场中央立有描绘毛泽东接见库尔班大叔场景的塑像。